# Rachel Shenton

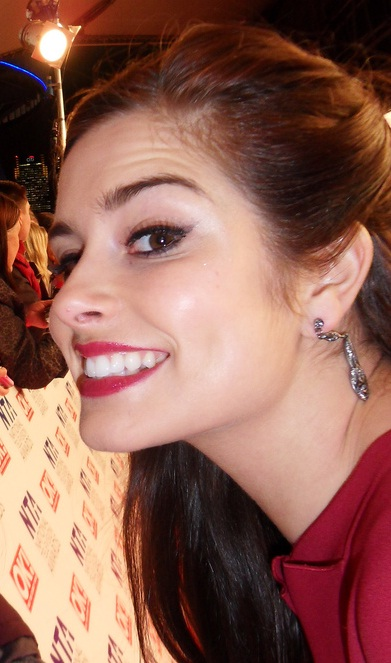
Rachel Shenton, 2009

Rachel Shenton (* 21. Dezember 1987 in Stoke-on-Trent, Staffordshire) ist eine britische Schauspielerin.

## Karriere
Shentons Karriere als Schauspielerin begann im Jahr 2005 bei der Fernsehserie Holby City. Im Jahr 2011 begann sie bei der britischen Fernsehserie Hollyoaks die Rolle der Mitzeee Minniber zu spielen. Im Jahr 2011 erhielt sie für ihren Einstieg bei dieser Fernsehserie eine Nominierung bei den TV Choice Awards als „Beste Newcomerin“, doch die Auszeichnung wurde Paula Lane für ihren Einstieg und Leistung bei der Darstellung der Rolle der Kylie Platt in der Fernsehserie Coronation Street übergeben. Shenton spielten zusätzlich in dem Spin-off Hollyoaks Later für 15 Episoden die gleiche Rolle, bevor sie 2013 auch die Hauptserie nach 235 Episoden verließ. Im Jahr 2014 spielte sie in der US-amerikanischen Fernsehserie Switched at Birth in 19 Episoden bis zum Jahr 2017 die Rolle der Lily Summers.
Shenton gewann gemeinsam mit Chris Overton bei der Oscarverleihung 2018 einen Oscar in der Kategorie „Bester Kurzfilm“ für The Silent Child, wofür sie das Drehbuch schrieb und in einer Hauptrolle zu sehen ist. Auf anderen Filmfestspielen erhielt sie für ihre Leistung bei diesem Film zehn Auszeichnungen. Ebenfalls 2018 wurde sie in die Academy of Motion Picture Arts and Sciences berufen, die jährlich die Oscars vergibt.

## Filmografie (Auswahl)
- 2005: Holby City (Fernsehserie, Episoden 7x52 Doing the Right Thing)
- 2006–2007: Doctors (Fernsehserie, 2 Episoden)
- 2007: Waterloo Road (Fernsehserie, 3 Episoden)
- 2010–2013: Hollyoaks (Fernsehserie, 235 Episoden)
- 2010–2012: Hollyoaks Later (Fernsehserie, 15 Episoden)
- 2011: Blood and Bone China (Fernsehserie, 10 Episoden)
- 2012: Blood and Bone China
- 2012: The Feeling of Unreality (Kurzfilm)
- 2014–2017: Switched at Birth (Fernsehserie, 19 Episoden)
- 2015: Year of Spies (Fernsehserie, 2 Episoden)
- 2017: Das stille Kind (The Silent Child, Kurzfilm, auch Drehbuch)
- 2019: White Gold (Fernsehserie, 6 Episoden)
- 2019: A Very British Christmas
- seit 2020: Der Doktor und das liebe Vieh (All Creatures Great and Small, Fernsehserie, 21+ Episoden)
- 2021: The Colour Room
- 2023: Ozi: Voice of the Forest (Stimme von Kirani Hands)
- 2023: For Her Sins (Fernsehserie, 4 Episoden)